# Milton, Maine
Milton Township är ett kommunfritt område i Oxford County i delstaten Maine, USA.